# Norma Bruni
Norma Bruni, pseudonimo di Norma Mistroni (Bologna, 20 agosto 1913 – Milano, 3 gennaio 1971), è stata una cantante italiana della radio EIAR degli anni quaranta.

## Biografia
Bolognese, arrivò giovanissima e quasi per caso a diventare una tra le voci più conosciute della radio. Venne notata casualmente da un funzionario dell'EIAR che passò un giorno per Bologna per fare una visita ad un suo omologo locale. Norma Bruni lavorava come collaboratrice domestica alle dipendenze di quest'ultimo e venne notata quando cantava lavando le stoviglie. Le venne chiesto se volesse intraprendere la carriera di cantante ed accettò volentieri.
Il debutto avvenne presso una sala da ballo bolognese, e in quell'occasione la notò il maestro Sergio Ala che la convinse a proseguire nella sua carriera e a prendere lezioni per perfezionarsi e migliorare l'impostazione della propria voce.
Dopo aver seguito una serie di lezioni di canto a Torino, prese parte al secondo concorso dell'EIAR voci nuove per il 1939 che la vide tra i 12 finalisti assieme ad Aldo Donà, Oscar Carboni, Silvana Fioresi, Galliano Cocchi e Dea Garbaccio. Incise immediatamente con il maestro Barzizza le sue prime canzoni per l'etichetta Parlophon serie verde GP prima e Cetra poi, che divennero altrettanti successi. Dotata di una voce di contralto incantava le platee della radio. Il suo maggiore successo è stato "Silenzioso slow" meglio conosciuta come "Abbassa la tua radio" (1940).
Nell'estate del 1940 partecipò, con altri colleghi, a un giro di spettacoli presso gli ospedali a favore dei soldati feriti nel primo periodo di guerra.
Lasciò successivamente l'Orchestra Cetra per unirsi a quella del maestro Cinico Angelini, nella rivista spettacolo: Eccoli come sono, dalle onde di Radio Roma, nel mese di aprile 1941.
La carriera di Norma Bruni non fu di lunga durata. Di lei rimangono 41 canzoni incise tra il 1939 e il 1942, più altre realizzate nel dopoguerra, quando tentò, senza riuscirvi, di ritornare in auge; verso la fine degli anni '50 pubblicò anche alcuni 45 giri per la casa discografica Italfon. Alla fine degli anni '50 e nei '60, apparve in alcuni rari lavori della prosa televisiva della RAI.
Morì all'età di 57 anni il 3 gennaio 1971.
Nel 2013 Manuel Carrera realizza un documentario su Norma Bruni, con interviste inedite a Renzo Barzizza (figlio di Pippo Barzizza), Isa Bellini e Lidia Martorana, e pubblica il volume "Norma Bruni: una 'voce di carne' nell'Italia in guerra", pubblicato dalle Edizioni Nuova Cultura.

## Programmi radiofonici Eiar
- Concerto, con l'orchestra Ritmo Sinfonica di Alberto Semprini, con Norma Bruni, Silvana Fioresi, Lina Termini, Duo Fasano, trasmessa il 12 maggio 1942

## Programmi radio RAI
- Racconti musicali, con Tino Fornai, il suo complesso e la partecipazione della cantante Norma Bruni trasmessa da Radio Roma, il 28 dicembre 1946.
- Velluto nero, canta Norma Bruni 1955.
- Il contagocce, il club dei vechi amici, programma musicale con Norma Bruni, trasmesso il 3 luglio 1955
- Siparietto, La voce di Norma Bruni, trasmesso lunedì 6 agosto 1956, nel secondo programma Rai ore 23.
- Cantate con noi, Fantasia musicale con Fiorella Bini, Norma Bruni, Carla Boni, Fausto Cigliano, orchestre di Cinico Angelini e Pippo Barzizza presentano Corrado e May Britt 1956
- Siparietto, la voce di Norma Bruni, trasmessa il 30 luglio 1956
- Voci amiche, programma musicale con Norma Bruni, 14 febbraio 1957

## Le canzoni
- La canzone del platano
- Piango per te
- Vorrei sognare
- Ti lascio un fiore
- Una carezza
- Silenzioso slow
- Amami di più
- Sogno ad occhi aperti
- Cantando
- "Notte"

## Discografia parziale

### Singoli
- 1939: Amami di più/Sogno ad occhi aperti (Parlophon, GP 93057)
- 1939: Piove/Tre soldi di ritmo (Parlophon, GP 93077)
- 1939: Silenzioso Ritmo/Se l'amore fugge (Parlophon, GP 93081)
- 1939:Ti sogno ancor/Si chiude (Parlophon, GP 93084)
- 1939: Io cerco solo un cuore/Suona Tzigano (Parlophon, GP 93086)
- 1939: Ti lascio un fior/Casetta sperduta (Parlophon, GP 93089)
- 1939: Vorrei e non vorrei/Rose sotto la neve (Parlophon, GP 93092)
- 1939: Si voglio viver ancor/Notte d'estate (lato B canta Oscar Carboni) (Parlophon, GP 93108)
- 1939: Destino/Il pinguino innamorato (Parlophon, GP 93112; solo lato A, lato B cantato da Silvana Fioresi e il Trio Vocale Sorelle Lescano)
- 1940: Mai più/Solitudine (Parlophon, GP 93143)
- 1940: La canzone del platano/Occhi sognanti (Parlophon, GP 93160; con il Trio Lescano)
- 1940: Forse un dì/Stanotte in sogno (Parlophon, GP 93162; lato B cantato da Dea Garbaccio)
- 1941: Piango ancora per te/Una carezza (Cetra, IT 926)
- 1942: Dolce musica/Strada deserta (Cetra, DC 4236)
- 1942: C'è un sentierino/Un attimo di tenerezza (Cetra, DC 4252)
- 1942: Buonanotte/Cade la neve (Cetra, DC 4276)
- 1958: L'edera/Vogliamoci tanto bene (Italfon)
- 1958: Amore senza nome/Io pregherò (Italfon)

## Prosa televisiva RAI
- Vivere insieme, di Enrico Bassano, regia di Guglielmo Morandi (1963)
- Vita col padre, commedia di Howard Lindsay e Russel Crouse, con Pier Paola Bucchi, Roberto Chevalier, Nora Ricci, Franco Luzzi, Guido Lazzarini, Massimo Giuliani, Norma Bruni, Micaela Esdra, Rina Morelli, regia di Sandro Bolchi, trasmessa il 24 agosto 1969.
- I fratelli Karamazov, regia di Sandro Bolchi (1969)